# 단테 가브리엘 로세티
단테 가브리엘 로세티(Dante Gabriel Rossetti, 1828년 5월 12일~1882년 4월 9일)는 영국의 화가이다.
로세티의 작품은 단테를 취급한 소재가 되풀이하여 그려졌다. 시인이기도 한 그는 이탈리아의 대시인 단테에게 한없는 동경을 느끼고 있는 것이었다. 그도 그럴 것이 아버지는 이탈리아의 망명시인이며, 로세티는 어릴 때부터 단테의 시를 탐독하고 있었다. 처음은 그다지 연령의 차이가 없는 포드 매독스 브라운의 그림에 마음이 끌렸는데, 다음 윌리엄 홀먼 헌트의 작품에 감명을 받아 친구가 되고, 계속해서 밀레와 결합되었다. 이 세 사람은 라파엘 전파 운동을 일으켰다.
1860년 로세티는 엘리자베스 시달과 결혼했다. 그의 부인은 겨우 2년 만에 결핵으로 죽었는데, 부인의 모습은 로세티의 작품에 언제나 여성의 이상상(理想像)으로서 애수적이고도 감미롭게 그려지고 있다. 그는 아내의 죽음을 당하여 그의 시집을 관 속에 같이 묻었으나 친구들의 간곡한 부탁으로 7년 후에 시집을 펴내어 간행했다. 로세티는 중세나 14∼15세기에 대한 동경을 그대로 이상화(理想化)하여, 그것을 역사화(歷史畵)로서 그리는 것이 아니라 시나 문학에 등장하는 별개의 세계로서 묘사하고 있다. 그런 의미로 그려지는 여인은 우수에 찬 듯 환상적인가 하면 한편으로는 관능을 발산하여 아름답다. 단지 영국 회화의 공통성으로서, 인물을 깊은 힘으로 표현하지 않기 때문에 문학의 삽화(揷畵)에 가까운 인상을 부여하는데, 단정하고 아름다운 장식적인 구도와 색채는 후에 장식미술의 발전에 적지 않은 영향을 주고 있다.